# 回不去
回不去是英國歌手哈利·斯泰爾斯的歌曲，單曲由哥伦比亚唱片於2022年4月1日發行，收錄在斯泰爾斯第三張錄音室專輯《哈利屋》。由凯德·哈普尔、泰勒·強森共同創作。歌曲首週表現亮眼，首發24小時在Spotify累積16,103,849次串流點聽，成為Spotify當時24小時內最多串流歌曲（男性）。

## 製作
回不去時長2分47秒，以
拍的A大調創作，每分鐘174拍，凯德·哈普尔、泰勒·強森共同負責詞曲創作和歌曲製作，哈利·斯泰爾斯的音域範圍介於E4和A5之間。回不去融合了睡房流行、独立摇滚和合成器流行，聽來引人入勝且速度感十足。《IZM》的張俊煥（장준환）和《綜藝》的克里斯·威爾曼（Chris Willman）皆認為歌曲有著如鼓擊樂團、阿哈合唱團和般1980年代感的合成器音色，整體感覺像是威肯的Blinding Lights。
歌曲以斯泰爾斯的教女聲音開始，她說到「Come on Harry, we wanna say goodnight to you（來嘛哈利，我們想跟你說晚安）」，帶領聽眾進入他的內心世界。全国公共广播电台的猫·斯波萨托（Cat Sposato）和《滾石》的均認為這與斯泰爾斯迄今为止的作品不同，回不去大膽又脆弱。前者表示本作彷彿一張邀請函，邀請我們來到他的小屋欣賞更加混亂複雜的內心世界。

## 發行與宣傳
2022年3月23日，斯泰爾斯宣布將於同年5月20日發行個人第3張錄音室專輯《哈利屋》，並展示專輯封面和40秒的預告片。5天後，他發布身穿紅色無袖亮片衣服的照片，內文寫道：「回不去，4月1日」。與此同時，斯泰爾斯坐在大球上的照片和附有「It's not the same as it was」的歌詞海報出現在城市各處。
4月1日，歌曲和音樂錄音帶一同釋出。隨後不久，哥伦比亚唱片將其派送至成人当代音乐電台和當代流行電台。15當晚，斯泰爾斯登上科切拉音乐节首度獻唱回不去。

## 專業評價
| 評論得分   | 評論得分 |
| 來源       | 評分     |
| ---------- | -------- |
| IZM        | [ 8 ]    |
| 新音乐快递 | [ 22 ]   |
| 衛報       | [ 4 ]    |

媒體普遍給予歌曲好評。回不去獲得《新音乐快递》和《衛報》的5星滿分，前者稱斯泰爾斯憑藉本作和專輯邁向更高的境界，不論舒適圈內外，更加鞏固了他作為當前流行偶像的地位。後者則稱它為「斯泰爾斯最好的作品之一」，表示不管你感不感興趣，這首是斯泰爾斯為大家準備的——充滿活力、盡情享樂的快拍歌曲。《Clash》的薩哈·加迪里安（Sahar Ghadirian）稱讚合成器與電子搖滾的夢幻結合以及尾聲令人興喜的鐘聲，表示斯泰爾斯展示自己脆弱一面的同時仍創作出一首好歌。《IZM》評論員張俊煥評論道回不去不僅擁有輕快的80年代新浪潮元素，還帶來各種搖滾和獨立音樂，歌曲雖短，卻帶來了豐富且節奏感十足的體驗，實現個人突破。
來自《伦敦旗帜晚报》的乔尚·恩伯利（Jochan Embley）認為斯泰爾斯和他經常合作的兩位藝術家——凯德·哈普尔和泰勒·強森依然知道怎麼做出令人愉快的曲子，〈回不去〉朗朗上口適合反覆聆聽，但仍與〈迷戀妳〉、〈甜蜜滋味〉有些距離。相比歌曲的好評，Pitchfork編輯奧利維亞·霍恩（Olivia Horn）批評歌詞含糊不清，霍恩認為這是斯泰爾斯一職以來的寫詞缺點，許多地方都匆匆帶過沒能詳細敘述，讓人無法醞釀情緒。

## 商業成績
回不去一發行就獲得了巨大成功，首週售出1萬9千份並累計1億2210萬串流點聽，一舉登上Billboard Global 200和不計算美國成績的冠軍，是斯泰爾斯首支全球冠軍單曲。憑藉傲人成績，歌曲空降澳大利亚、奧地利、加拿大、比利时佛兰德、丹麥、希臘、匈牙利、愛爾蘭、立陶宛、盧森堡、墨西哥、荷蘭、新西兰、斯洛伐克、瑞典、瑞士、英國、美國等地音樂排行冠軍。回不去還打破Apple Music2022年以來首日串流紀錄，並以首發24小時內累積16,103,849次串流點聽，成為吉尼斯世界纪录認證Spotify上24小時內最多串流的歌曲（男性）。
本作在英國連續10週蟬聯英國單曲排行榜冠軍，是2022年度冠軍。根據娛樂零售商協會（Entertainment Retailers Association）截至2022年的資料，回不去共售出1,573,672份，累計180,900,842次串流點聽，獲頒英國唱片業協會三白金唱片認證。

## 製作團隊
人員名單來自回不去YouTube簡介。
- 凯德·哈普尔（英语：Kid Harpoon） – 貝斯、貝斯吉他、鼓組節奏機、鼓、電吉他、合成器、詞曲創作、製作人
- 泰勒·強森 – 鼓組節奏機、鋼琴、合成器、詞曲創作、製作人

- 米奇·羅蘭德（英语：Mitch Rowland） – 鼓
- 唐·肖沃特（Doug Showalter） – 電吉他、打擊樂器
- 傑里米·海切爾（Jeremy Hatcher） – 工程、錄音工程
- 魯比·溫斯頓（Ruby Winston） – 其他
- 凱蒂·梅（Katie May） – 助理工程
- 卢克·吉布斯（Luke Gibbs） – 助理工程
- 阿黛爾·菲利普（Adele Phillips） – 助理工程
- 喬許·考爾德（Josh Caulder） – 助理工程
- 喬·多爾蒂（Joe Dougherty） – 助理工程
- 斯派克·斯滕特（英语：Spike Stent） – 混音工程
- 馬特·沃拉克（Matt Wolach） – 助理工程
- – 母帶工程

## 榜單表現
| 排行榜（2022年）                             | 排名 |
| -------------------------------------------- | ---- |
| 阿根廷（Argentina Hot 100）                  | 2    |
| 澳大利亚（澳大利亚唱片业协会榜）             | 1    |
| 奧地利（Ö3四十強單曲榜）                     | 1    |
| 比利时佛兰德（Ultratop五十強單曲榜）         | 1    |
| 比利時瓦隆（Ultratop五十強單曲榜）           | 1    |
| 玻利維亞（《告示牌》Bolivia Songs）          | 2    |
| 巴西（《告示牌》Brazil Songs）               | 2    |
| 保加利亞（Prophon）                          | 1    |
| 加拿大（Canadian Hot 100）                   | 1    |
| 加拿大（《告示牌》AC）                       | 1    |
| 加拿大（《告示牌》CHR/Top 40）               | 1    |
| 加拿大（《告示牌》Hot AC）                   | 1    |
| 智利（《告示牌》Chile Songs）                | 13   |
| 哥倫比亞（《告示牌》Colombia Songs）         | 13   |
| 哥倫比亞（Promúsica）                        | 10   |
| 哥斯大黎加（拉美監控）                       | 4    |
| 克羅埃西亞（《告示牌》Croatia Songs）        | 3    |
| 克羅埃西亞（克羅埃西亞電台榜）               | 1    |
| 捷克（電台百大單曲榜）                       | 1    |
| 捷克（百強數位單曲榜）                       | 2    |
| 丹麥（Hitlisten）                            | 1    |
| 厄瓜多（《告示牌》Ecuador Songs）            | 9    |
| 萨尔瓦多（拉美監控）                         | 1    |
| 芬蘭（芬蘭官方單曲榜）                       | 2    |
| 法國（法國唱片出版業公會單曲榜）             | 1    |
| 德國（德國官方單曲榜）                       | 1    |
| 全球（Billboard Global 200）                 | 1    |
| 希臘（國際唱片業協會希臘分會國際單曲榜）     | 1    |
| 宏都拉斯（拉美監控）                         | 17   |
| 香港（《告示牌》Hong Kong Songs）            | 19   |
| 匈牙利（四十強電台榜）                       | 26   |
| 匈牙利（四十強單曲榜）                       | 8    |
| 匈牙利（四十強串流榜）                       | 1    |
| 冰島（Plötutíðindi）                         | 1    |
| 印度（印度音乐产业协会）                     | 1    |
| 印度尼西亞（《告示牌》Indonesia Songs）      | 3    |
| 愛爾蘭（愛爾蘭唱片音樂協會单曲榜）           | 1    |
| 以色列（媒体森林）                           | 1    |
| 意大利（意大利音乐产业联盟）                 | 3    |
| 日本（《日本公告牌》Hot Overseas）           | 2    |
| 黎巴嫩（黎巴嫩官方二十强榜）                 | 1    |
| 立陶宛（AGATA）                              | 1    |
| 盧森堡（《告示牌》Luxembourg Songs）         | 1    |
| 馬來西亞（马来西亚唱片工业公会）             | 1    |
| 墨西哥（《告示牌》Mexico Song）              | 1    |
| 墨西哥（《告示牌》Mexico Airplay）           | 1    |
| 荷蘭（荷蘭四十強單曲榜）                     | 1    |
| 荷蘭（百大單曲榜）                           | 1    |
| 新西兰（新西兰官方音乐榜）                   | 1    |
| 挪威（世道單曲榜）                           | 2    |
| 巴拿馬（拉美監控）                           | 5    |
| 巴拉圭（拉美監控）                           | 4    |
| 祕魯（《告示牌》Peru Songs）                 | 2    |
| 菲律賓（《告示牌》Philippines Songs）        | 4    |
| 波蘭（波蘭百強電台榜）                       | 1    |
| 葡萄牙（葡萄牙唱片業協會）                   | 1    |
| 羅馬尼亞（《告示牌》Romania Songs）          | 4    |
| 羅馬尼亞（罗马尼亚录音制品制作人联盟）       | 1    |
| 羅馬尼亞（媒体森林）                         | 1    |
| 俄羅斯（TopHit）                             | 2    |
| 新加坡（新加坡唱片業協會）                   | 1    |
| 斯洛伐克（電台百大單曲榜）                   | 1    |
| 斯洛伐克（百強數位單曲榜）                   | 1    |
| 南非（南非唱片工业协会）                     | 2    |
| 韓國（Gaon單曲榜）                           | 113  |
| 西班牙（西班牙音樂製作協會）                 | 10   |
| 瑞典（瑞典最熱榜）                           | 1    |
| 瑞士（瑞士热门音乐榜）                       | 1    |
| 台灣（HITO西洋排行榜）                       | 1    |
| 土耳其（《告示牌》Turkey Songs）             | 23   |
| 英國（官方榜单公司單曲榜）                   | 1    |
| 烏克蘭（TopHit）                             | 16   |
| 烏拉圭（拉美監控）                           | 9    |
| 美國（Billboard Hot 100）                    | 1    |
| 美國（《告示牌》Adult Contemporary）         | 1    |
| 美國（《告示牌》Adult Pop Airplay）          | 1    |
| 美國（《告示牌》Dance/Mix Show Airplay）     | 1    |
| 美國（《告示牌》Pop Airplay）                | 1    |
| 美國（《告示牌》Rhythmic Airplay）           | 35   |
| 美國（《告示牌》Rock & Alternative Airplay） | 34   |
| 委內瑞拉（唱片报告）                         | 42   |
| 委內瑞拉（唱片报告盎格魯榜）                 | 1    |
| 越南（Vietnam Hot 100）                      | 10   |

| 排行榜（2022年）           | 排名 |
| -------------------------- | ---- |
| 捷克（電台百大單曲榜）     | 1    |
| 捷克（百強數位單曲榜）     | 2    |
| 俄羅斯（TopHit電台榜）     | 4    |
| 斯洛伐克（電台百大單曲榜） | 1    |
| 斯洛伐克（百強數位單曲榜） | 1    |
| 韓國（Gaon單曲榜）         | 123  |

| 排行榜（2022年）                          | 排名 |
| ----------------------------------------- | ---- |
| 澳大利亚（澳大利亚唱片业协会）            | 1    |
| 奧地利（Ö3四十強單曲榜）                  | 3    |
| 比利时佛兰德（Ultratop單曲榜）            | 1    |
| 比利時瓦隆（Ultratop單曲榜）              | 1    |
| 加拿大（Canadian Hot 100）                | 2    |
| 哥斯大黎加（拉美監控）                    | 11   |
| 丹麥（Tracklisten）                       | 8    |
| 薩爾瓦多（拉美監控）                      | 11   |
| 法国（法國唱片出版業公會）                | 8    |
| 德國（德國官方榜單）                      | 6    |
| 全球（Billboard Global 200）              | 1    |
| 全球（IFPI全球音樂報告）                  | 1    |
| 瓜地馬拉（拉美監控）                      | 100  |
| 宏都拉斯（拉美監控）                      | 39   |
| 匈牙利（四十強電台榜）                    | 45   |
| 匈牙利（四十強單曲榜）                    | 24   |
| 匈牙利（四十強串流榜）                    | 6    |
| 意大利（意大利音乐产业联盟）              | 16   |
| 荷蘭（荷蘭四十強單曲榜）                  | 1    |
| 荷蘭（荷蘭百大單曲榜）                    | 2    |
| 新西兰（新西兰官方音乐榜）                | 2    |
| 巴拿馬（拉美監控）                        | 9    |
| 巴拉圭（拉美監控）                        | 6    |
| 波蘭（波蘭音像製造商協會）                | 4    |
| 波多黎各（拉美監控）                      | 52   |
| 俄羅斯（TopHit電台榜）                    | 14   |
| 新加坡（新加坡唱片業協會）                | 3    |
| 瑞典（瑞典最熱榜）                        | 4    |
| 瑞士（瑞士熱門音樂榜）                    | 1    |
| 英國（官方榜單公司單曲榜）                | 1    |
| 烏克蘭（TopHit電台榜）                    | 83   |
| 烏拉圭（拉美監控）                        | 1    |
| 美國（Billboard Hot 100）                 | 2    |
| 美國（《告示牌》Adult Contemporary）      | 8    |
| 美國（《告示牌》Adult Pop Airplay Songs） | 4    |
| 美國（《告示牌》Pop Airplay Songs）       | 1    |
| 越南（Vietnam Hot 100）                   | 81   |
| 排行榜（2023年）                          | 排名 |
| 澳大利亚（澳大利亚唱片业协会）            | 9    |
| 奧地利（Ö3四十強單曲榜）                  | 17   |
| 白俄羅斯（TopHit電台榜）                  | 63   |
| 比利时佛兰德（Ultratop單曲榜）            | 12   |
| 比利時瓦隆（Ultratop單曲榜）              | 48   |
| 加拿大（Canadian Hot 100）                | 10   |
| 丹麥（Tracklisten）                       | 50   |
| 愛沙尼亞（TopHit電台榜）                  | 53   |
| 法国（法國唱片出版業公會）                | 23   |
| 德國（德國官方榜單）                      | 25   |
| 全球（Billboard Global 200）              | 6    |
| 全球（IFPI全球音樂報告）                  | 5    |
| 冰島（Plötutíðindi）                      | 25   |
| 意大利（意大利音乐产业联盟）              | 86   |
| 哈薩克（TopHit電台榜）                    | 116  |
| 立陶宛（TopHit電台榜）                    | 25   |
| 荷蘭（百強單曲榜）                        | 27   |
| 新西兰（新西兰官方音乐榜）                | 13   |
| 波蘭（波蘭百大電台榜）                    | 58   |
| 波蘭（波蘭百大串流榜）                    | 57   |
| 羅馬尼亞（Tophit電台榜）                  | 78   |
| 俄羅斯（Tophit電台榜）                    | 89   |
| 瑞典（瑞典最熱榜）                        | 71   |
| 瑞士（瑞士熱門音樂榜）                    | 8    |
| 烏克蘭（Tophit電台榜）                    | 9    |
| 英國（官方榜單公司單曲榜）                | 99   |
| 美國（Billboard Hot 100）                 | 15   |

## 獎項與提名
| 年份 | 頒發機構              | 獎項                  | 結果 | 來源    |
| ---- | --------------------- | --------------------- | ---- | ------- |
| 2022 | MTV千禧年獎           | 年度全球熱門歌曲      | 提名 | [ 184 ] |
| 2022 | MTV巴西千禧年獎       | 全球熱門歌曲          | 提名 | [ 185 ] |
| 2022 | MTV音乐录影带大奖     | 年度视频              | 提名 | [ 186 ] |
| 2022 | MTV音乐录影带大奖     | 最佳流行乐视频        | 獲獎 | [ 186 ] |
| 2022 | MTV音乐录影带大奖     | 最佳導演              | 提名 | [ 186 ] |
| 2022 | MTV音乐录影带大奖     | 最佳編舞              | 提名 | [ 186 ] |
| 2022 | MTV音乐录影带大奖     | 最佳摄影              | 獲獎 | [ 186 ] |
| 2022 | LOS40音樂獎           | 最佳國際歌曲          | 提名 | [ 187 ] |
| 2022 | LOS40音樂獎           | 最佳國際錄影帶        | 提名 | [ 187 ] |
| 2022 | 英國音樂錄影帶獎      | 最佳流行錄影帶 - 英國 | 獲獎 | [ 188 ] |
| 2022 | MTV日本音樂錄影帶大獎 | 最佳國際個人歌手視頻  | 獲獎 | [ 189 ] |
| 2022 | MTV歐洲音樂大獎       | 最佳歌曲              | 提名 | [ 190 ] |
| 2022 | MTV歐洲音樂大獎       | 最佳錄影帶            | 提名 | [ 190 ] |
| 2022 | NRJ音乐奖             | 年度视频              | 獲獎 | [ 191 ] |
| 2022 | NRJ音乐奖             | 年度國際熱門歌曲      | 獲獎 | [ 191 ] |
| 2022 | 人民选择奖            | 2022年度歌曲          | 提名 | [ 192 ] |
| 2022 | 人民选择奖            | 2022年度视频          | 提名 | [ 192 ] |
| 2022 | 全美音樂獎            | 年度视频              | 提名 | [ 193 ] |
| 2022 | 全美音樂獎            | 最受欢迎流行歌曲      | 獲獎 | [ 193 ] |
| 2022 | 丹麥音樂獎            | 年度國際熱門歌曲      | 待定 | [ 194 ] |
| 2023 | 葛萊美獎              | 年度製作              | 提名 | [ 195 ] |
| 2023 | 葛萊美獎              | 年度歌曲              | 提名 | [ 195 ] |
| 2023 | 葛萊美獎              | 最佳流行表演          | 提名 | [ 195 ] |
| 2023 | 葛萊美獎              | 最佳音樂錄影帶        | 提名 | [ 195 ] |
| 2023 | 全英音樂獎            | 年度歌曲              | 待定 | [ 196 ] |

## 銷量認證
| 國家或地區                                               | 認證    | 認證單位/銷量 |
| -------------------------------------------------------- | ------- | ------------- |
| 澳大利亞（澳大利亞唱片業協會）                           | 6× 白金 | 420,000‡      |
| 奧地利（國際唱片業協會奧地利分會）                       | 2× 白金 | 60,000‡       |
| 巴西（巴西唱片業協會）                                   | 3x 鑽石 | 480,000‡      |
| 加拿大（加拿大音樂協會）                                 | 4× 白金 | 320,000‡      |
| 丹麥（國際唱片業協會丹麥分會）                           | 1× 白金 | 90,000‡       |
| 希臘（國際唱片業協會希臘分會）                           | 1× 白金 | 2,000,000†    |
| 法國（法國唱片出版業公會）                               | 鑽石    | 333,333‡      |
| 德國（聯邦音樂產業協會）                                 | 1× 白金 | 400,000‡      |
| 義大利（義大利音樂產業聯盟）                             | 3× 白金 | 300,000‡      |
| 墨西哥（墨西哥音像製品協會）                             | 4× 白金 | 560,000‡      |
| 紐西蘭（紐西蘭唱片音樂協會）                             | 2× 白金 | 30,000‡       |
| 葡萄牙（葡萄牙唱片業協會）                               | 4× 白金 | 40,000‡       |
| 西班牙（西班牙音樂製作協會）                             | 3× 白金 | 180,000‡      |
| 瑞典（瑞典唱片業協會）                                   | 2× 白金 | 16,000,000†   |
| 瑞士（國際唱片業協會瑞士分會）                           | 3× 白金 | 60,000‡       |
| 英國（英國唱片業協會）                                   | 3× 白金 | 1,800,000‡    |
| 美國（美國唱片業協會）                                   | 2× 白金 | 2,000,000‡    |
| - ‡僅含認證的串流媒體+實際銷量 - †僅含認證的串流媒體銷量 |         |               |